# El Ocotón
El Ocotón är en ort i Honduras.   Den ligger i departementet Departamento de Copán, i den västra delen av landet, 210 km nordväst om huvudstaden Tegucigalpa. El Ocotón ligger 701 meter över havet och antalet invånare är 1 038.
Terrängen runt El Ocotón är kuperad åt sydost, men åt nordväst är den bergig. Runt El Ocotón är det ganska tätbefolkat, med 83 invånare per kvadratkilometer. Närmaste större samhälle är Florida, 5,4 km öster om El Ocotón. Omgivningarna runt El Ocotón är en mosaik av jordbruksmark och naturlig växtlighet.